# Cung điện ở Lubostroń
Cung điện ở Lubostroń (tiếng Ba Lan: Pałac w Lubostroniu) là một cung điện cổ điển có từ giai đoạn 1795-1800 ở làng Lubostroń, huyện Żniński, tỉnh Kujawsko-Pomorskie, Ba Lan.

## Lịch sử hình thành
Trong giai đoạn giai đoạn 1795-1800, Cung điện ở Lubostroń được xây dựng theo trường phái cổ điển bởi một kiến trúc sư hàng đầu Ba Lan Stanisław Zawadzki. Fryderyk Skórzewski (một người yêu nghệ thuật) là người đã quyết định xây dựng cung điện này và giao dự án cho kiến trúc sư Stanisław Zawadzki. Theo phỏng đoán, Fryderyk Skórzewski muốn cung điện của mình giống với công trình Villa Rotonda nổi tiếng, được hoàn thành vào năm 1552 bởi kiến trúc sư người Ý Andrea Palladio.
Cung điện được bao quanh bởi một công viên cảnh quan rộng khoảng 40 ha, trải dài cho đến cánh rừng. Người thiết kế công viên là kiến trúc sư cảnh quan nổi tiếng Teichert. Bên cạnh cung điện chính còn có thêm một tòa nhà phụ theo chủ nghĩa cổ điển, một chuồng ngựa và một gian nhà để xe ngựa. Vào đêm ngày 2-3 tháng 8 năm 2017, một cơn bão đã phá huỷ gần 200 cây xanh trong công viên. Trong đó, các cơ sở phụ cũng bị ảnh hưởng.